# 陳秀慧
陳秀慧（英語：Chan Sau Wai，1978年4月25日—），香港本土派人士、小說作家，亦是政黨熱血公民和網路媒體《熱血時報》的創辦人。其丈夫是同為熱血公民創辦人的黃洋達，二人曾一同參加2012年香港立法會選舉九龍東選區直選，選舉失利後脫離熱血公民專注《熱血時報》的業務。現打理位於日本大阪其有份投資的咖啡店。

## 生平

### 早年
陳秀慧畢業於香港嶺南大學，主修文學研究。 

### 創立熱血公民和參選立法會
2012年2月29日，陳秀慧與丈夫黃洋達、李偉傑和伍淑儒一同成立熱血公民和《熱血時報》，並以熱血公民成員身份參與了2012年香港立法會選舉競逐九龍東選區議席。二人最終獲得36,608票，得票率超過一成，僅僅落敗。 

### 選舉後
2014年9月1日，黃洋達在灣仔被警方拘捕，陳秀慧試圖上前詢問拘捕理由，一名警員阻止時按壓她的胸部，令她感到不適，她隨即向身旁的女警說明情況，一名便衣警員遂將她帶回警局協助調查，然而到警局後沒有任何警員提供協助或跟進，只隔了一會便請她離開。陳對此非常不滿，並到灣仔警署投案和投訴。 
2016年，立法會議員梁國雄在電台D100節目上侮辱陳秀慧，指其於佔領期間「一雙玉臂千人枕」。事件引發網民非議，梁在事後澄清，指自己是針對陳秀慧在佔領運動清場後到日本旅行並上載到社交網站的浸温泉照片而開的玩笑，網民忽略了其發言時的背景而產生誤會。 
2017年7月21日書展期間，仇思達到《熱血時報》的攤檔前吃熱狗，以熱血公民的貶稱－熱狗來揶揄在場的陳秀慧等熱血公民成員，陳秀慧隨即衝出攤位並與其口角，互相指責對方抹黑。翌年7月23日，同樣在書展期間，已與黃陳二人鬧翻的前熱血公民成員「法國佬」張珈衍帶領陳家駒等與仇思達的支持者（俗稱「益友」）到《熱血時報》攤檔吃和派熱狗，但這次陳秀慧等在場熱血公民成員並未有回應，只留在攤檔內。

## 個人生活
陳秀慧由於信奉佛教，因此傾向不婚，認識黃洋達後才改變想法，並於2010年底結婚，但未有註冊。後來因黃洋達被捕，陳秀慧為替其處理一些法律事宜，因而急忙補辦註冊手續。

## 著作
- 《戀愛不是請客吃飯》（1996）
- 《我的美麗與哀愁》（1996）
- 《墮落凡塵的天使》（1996）
- 《不夠投入》（1998）

## 主持節目
- 笑死朕[13]
- 龍馬日本嘢教室[13]
- 棟篤笑死朕Sit Down Comedy[13]